# Careful with That Axe, Eugene
«Careful with That Axe, Eugene» és una cançó del grup britànic de rock progressiu Pink Floyd. La versió d'estudi es va incloure en l'àlbum Relics, mentre que la versió en directe es troba al disc Ummagumma.
El títol es presenta amb un enregistrament emblemàtic del grup que es va tocar sistemàticament en directe des de 1968 a 1973. Es va tocar en directe per últim cop el 1977.
El gènere de la cançó se'l situa entre l'acid rock] i l'art rock.

## Composició
El tema es compon de tres parts:
1. Una llarga introducció angoixant, amb una base repetitiva, crits i l'orgue, sostingut per un ritme de bateria.
2. Una explosió sonora, iniciada per un crit de Waters, que uneix la guitarra de Gilmour amb tot de sons, crits, sostinguts per l'orgue de Wright i la bateria de Mason.
3. Un retorn progressiu a la tranquil·litat, simètrica a la primera, fins a l'extinció del tema en un darrer sospir de Waters.

La interpretació del tema a Live at Pompeii incloïa la lletra següent:
```
Down, down. Down, down. The star is screaming.
Beneath the lies. Lie, lie. Tschay, tschay, tschay.
[son de Waters soufflé dans le microphone]
[léger cri de Waters]
Careful, careful, careful with that axe, Eugene.
[cri très fort et prolongé]
[autre cri très fort et prolongé]
[Waters souffle dans le microphone]
[léger cri de Waters]
The stars are screaming loud.
Tsch.
Tsch.
Tsch.
[gémissement de Roger Waters]
```

## Enregistrament
L'enregistrament original a l'estudi va ser fet als Abbey Road Studios en una sola sessió de tres hores el 4 de novembre de 1968, i va ser produït per Norman Smith. Va ser creat com a part d'un desig de Pink Floyd de passar de les primeres cançons escrites per Syd Barrett i produir música nova, afegint un rang dinàmic més avançat en comparació amb una cançó pop típica, tot i que el bateria Nick Mason va admetre més tard que només era "tranquil·la, forta, silenciosa, forta de nou"